# 仰光航空
薩爾溫航空是一家緬甸的航空公司，成立於1996年，經營國內定期客運服務，原稱仰光航空，在2010年結束營運，2011年10月16日重新營運。
在2019年11月，該航空被其他公司買下，更名為薩爾溫航空(英文Air Thanlwin)並向緬甸國家航空買了一架編號XY-AJN的ATR72-500
。

## 航點
仰光航空運營飛往以下國內目的地的定期航班：
- 蒲甘－良烏機場
- 土瓦－土瓦機場
- 黑河－黑河機場
- 高當－高當機場
- 景棟－景棟機場
- 曼德勒－曼德勒國際機場基地
- 丹老－丹老機場
- 密支那－密支那機場
- 內比都－內比都國際機場
- 大其力－大其力機場
- 仰光－仰光國際機場主要基地
- 勃生－勃生機場
- 毛淡棉－毛淡棉機場
- 勃圖－漢達瓦底國際機場
- 葡萄－葡萄機場
- 坎迪－坎迪機場

## 機隊
- 2架ATR72-210
- 1架ATR72-500

## 外部連結
- 仰光航空

1. ↑  .   [2020-02-11]. （原始内容存档于2020-05-31）.
2. ↑  . Airliner World: 21.